# 美國國家地理空間情報局
国家地理空间情报局（National Geospatial-Intelligence Agency (NGA)）是美国國防部为国家安全而收集、分析并发布地理情报的机构。 国家地理空间情报局以前叫做国家图像测绘局（NIMA）。另外，国家地理空间情报局是美国情报体系的关键構成局處之一。国家地理空间情报局的预算和雇员数都是机密。
NGA总部，也称为NGA Campus East或NCE，位于弗吉尼亚州贝沃堡，总部占地 2,300,000 平方英尺（210,000 m 2 ），是华盛顿大都市区仅次于 五角大楼和罗纳德·里根大楼的第三大政府大楼。该机构还在密苏里州圣路易斯（称为 NGA Campus West 或 NCW）运营主要设施，并在全球设有支持和联络处。

## 历史
在第一次世界大战之前，美国的测绘成果相对没有什么变化。那时航拍是战场上情报的主要来源，利用立体显示器，照片分析师可以分析数千张图片，其中大多数来自不同角度和时间的同一目标。后来逐渐演变成为现代的图像分析和地图绘制。

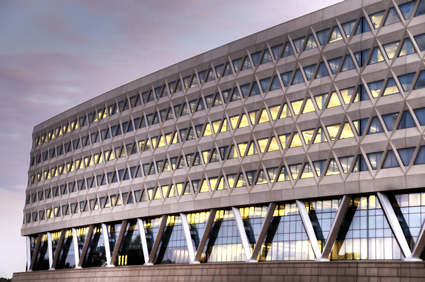
NGA Campus East总部

国家地理空间情报局的总部曾经在贝塞斯达，不仅运作維吉尼亞州、华府和圣路易斯的大部分设备，还支援并联络世界各地的办事处。在2011年国家地理空间情报局将把它在华府、贝塞斯达和北維吉尼亞的行动合并到东海岸的贝沃堡附近的新场地，这是2005年军事基地调整计划的一部分。

## 參閲
- 美國國防部

## 外部連結
- 官方網站 （页面存档备份，存于）